# Fissicepheus elegans
Fissicepheus elegans är en kvalsterart som beskrevs av Balogh och Sandór Mahunka 1967. Fissicepheus elegans ingår i släktet Fissicepheus och familjen Tetracondylidae. Inga underarter finns listade i Catalogue of Life.